# Sympetrum ambiguum
Sympetrum ambiguum är en trollsländeart som först beskrevs av Jules Pièrre Rambur 1842.  Sympetrum ambiguum ingår i släktet ängstrollsländor, och familjen segeltrollsländor. IUCN kategoriserar arten globalt som livskraftig. Inga underarter finns listade i Catalogue of Life.

## Bildgalleri

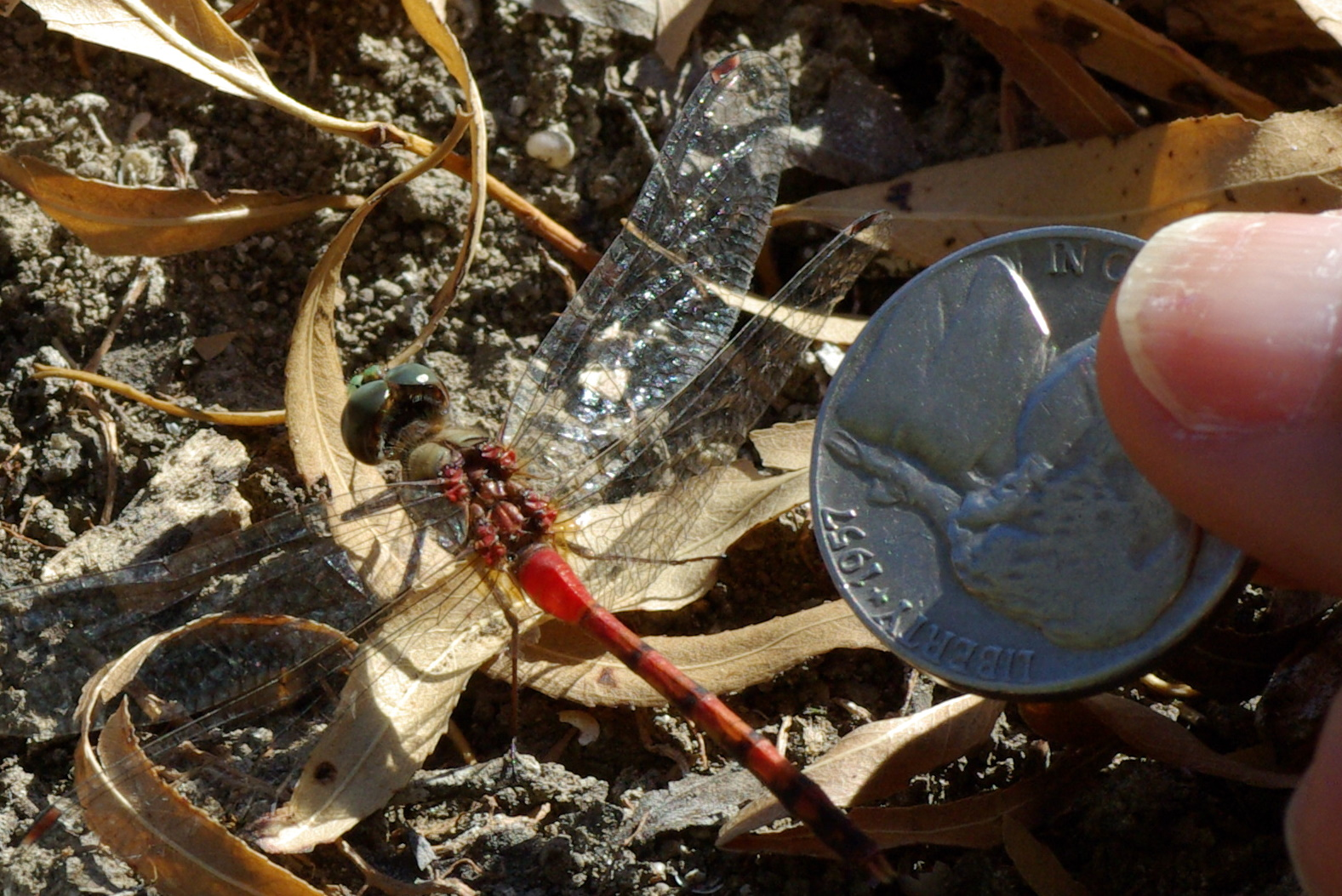